# John Norman

Kajira-Symbol „Kef“ nach den Beschreibungen des Gor-Zyklus

John Norman, eigentlich John Frederick Lange Jr., (* 3. Juni 1931 in Chicago, Illinois) ist ein US-amerikanischer Schriftsteller und Philosoph. Der Schwerpunkt seiner Tätigkeit liegt in den Genres Fantasy und Science-Fiction.

## Leben
Norman erwarb 1953 den Bachelor an der University of Nebraska und den M.A. 1957 an der University of Southern California. 1963 erwarb er an der Princeton University einen Doktorgrad und unterrichtete lange Philosophie am Queens College in New York. Der Titel seiner Dissertation lautet „In defence of ethical naturalism: an examination of certain aspects of naturalistic fallacy, with particular attention to the logic of an open question argument“. Neben seiner akademischen Laufbahn war er bereits in der Highschoolzeit als Sprecher und Redakteur für den Sender KOLN in Lincoln tätig, später auch als Filmautor für die University of Nebraska und Stoff-Analytiker für Warner Bros. sowie Lektor für Rocketdyne. Seine Romane erreichen international Auflagen in Höhe von mehreren Millionen Exemplaren. Er ist seit 1956 verheiratet und hat drei Kinder.

## Werk
Das gesamte Werk des Schriftstellers reflektiert seine Sicht auf das Verhältnis männlicher Dominanz und weiblicher Unterwerfung. Hierbei verwendet Norman überwiegend Fantasy- und Science-Fiction-Szenarien, um seine individuelle Sicht auf Dominanz und Unterwerfung darzustellen. Sein charakteristischer Schreibstil ist einfach gehalten, dabei sehr deskriptiv, oft weitschweifig. Diese Exkurse wurden in den deutschen Übersetzungen des Heyne-Verlags oft gekürzt, um die Handlung zu straffen und gleichzeitig der Indizierung zu entkommen. Die deutschsprachige Neuauflage, die seit 2009 vom Basilisk-Verlag (2023 vom Atlantis Verlag übernommen) herausgegeben wurde, ist ungekürzt.

### Romane

Sehr vereinfachte Karte von Gor

Lage Gors im Sonnensystem

#### Der Gor-Zyklus
Norman widmet sich in seiner schriftstellerischen Tätigkeit fast ausschließlich dem Gor-Zyklus, in dem Ereignisse auf dem Planeten Gor, der Gegenerde, beschrieben werden, einem Planeten, der sich mit der Erde auf einer Umlaufbahn befindet, dieser jedoch genau gegenübersteht und dadurch wegen der dazwischenliegenden Sonne von dort nicht gesehen werden kann. Die auf Gor herrschende Gesellschaft ist durch kulturelle Elemente hier vergangener Welten geprägt. Hervorstechendes Merkmal von Normans Gor-Romanen ist neben der antiken Prägung der Kultur die detaillierte Beschreibung von Sklaverei in Form von männlicher Dominanz und weiblicher Unterwerfung. Norman beschreibt in einigen Bänden als Ich-Erzähler männliches Sklaventum, häufiger geht es jedoch um die Unterwerfung von Frauen, die oft zur Einleitung eines Romans von der Erde entführt und mittels eines Raumschiffes nach Gor verbracht werden und deren dortige Erlebnisse dann beschrieben werden, wobei die Welt der Menschen auf Gor archaischen Prinzipien gehorcht und Raumfahrt oder Ähnliches dort keine Rolle spielt. Allerdings wird diese Welt von der insektoiden Rasse der Priesterkönige beherrscht, die über modernste Technik und diskusförmige Raumschiffe verfügt. Ihr Nest befindet sich unter den Sardarbergen im Norden Gors. Ihre ständigen Gegenspieler sind die pelzigen Kurii (Einzahl: Kur), deren eigene Heimatwelt zerstört wurde, und die nun mit ihren riesigen Raumschiffen, den Stahlwelten, auf der Suche nach einer neuen Heimat sind und sowohl Gor als auch die Erde unter ihre Kontrolle bringen möchten. Sowohl Priesterkönige als auch Kurii treten dabei kaum selbst auf, sondern bleiben im Verborgenen und benützen Goreaner und Menschen als Agenten für ihre Intrigen und Kämpfe. Die Erde dient beiden zur Versklavung von jungen Frauen, da diese „Barbarinnen“ in ihren Augen hervorragende Sklavinnen abgeben. Daher trifft man auf Gor sehr oft Sklavinnen an, die ursprünglich von der Erde stammen.
Die Priesterkönige erlauben aus Gründen ihrer eigenen Sicherheit anderen Wesen auf Gor keine Verwendung von Fluggeräten, Kommunikationsgeräten oder modernen Waffen. Üblich sind daher Schwerter, Pfeil und Bogen, Lanzen etc. und als wohl modernste Waffe die Armbrust. Menschen leben auf Gor ähnlich dem antiken Griechenland oder Rom in Stadtstaaten, die untereinander immer wieder Krieg führen. Organisiert sind sie in Kasten wie den Kriegern, Ärzten, Hausbauern oder „Wissenden“, aber auch Bauern, Sklavenhändlern oder Metallarbeitern. Krieger gehören zu den hohen Kasten und haben einen sehr ausgefeilten Ehrenkodex. Ein großer Teil der Wirtschaft und Gesellschaft beruht auf der Sklaverei, die auch Männer, aber hauptsächlich Frauen trifft. Jeder kann jederzeit versklavt werden, wenn er sich nicht dagegen wehren kann oder von Stärkeren beschützt wird. Wer einmal Sklave oder Sklavin war, der kann angeblich nicht mehr zurück in ein freies Leben, allerdings kommt genau das in Normans Büchern immer wieder vor (ausschließlich bei Männern). Die Goreaner lieben ihre Welt und deren Natur, sie achten darauf, dass sie nicht ausgebeutet oder verschmutzt wird. Erdlingen/Terranern, die Gor zum ersten Mal betreten, fällt daher besonders die frische Luft und Sauberkeit auf.
Der Großteil der Bücher, beginnend mit dem ersten Band, erzählt aus der Perspektive von Tarl Cabot, einem gebürtigen Engländer, der auf die Gegenerde Gor entführt wird und dort auf seinen verschollenen Vater trifft. Er wird zum Krieger ausgebildet und lernt die goreanische Lebensweise verstehen. In der größten Stadt Ar nimmt er die Tochter des regierenden Ubars Marlenus, Talena, sowohl zur Sklavin als auch Ehefrau (Nr. 1). Die Priesterkönige transportieren ihn allerdings zurück auf die Erde, wodurch er Talena wieder verliert. Nach seiner Rückkehr nach Gor nimmt die Suche nach Talena mehrere Bände ein. Außerdem wird damit erklärt, wie die Manuskripte zumindest der ersten Bände in irdische Hände kommen und publiziert werden können. John Norman behauptet nämlich, nicht er, sondern Tarl Cabot selbst hätte seine Erlebnisse aufgezeichnet und Gor existierte wirklich. Später wird Tarl Cabot in den Krieg zwischen Priesterkönigen und Kurii hineingezogen, indem die Stadt seines Vaters Ko-ro-ba durch die Priesterkönige zerstört wird (Nr. 2). Damit soll bezweckt werden, dass Cabot sich auf den Weg macht, um die Priesterkönige aufzusuchen, was er tatsächlich tut, und somit in das Geheimnis der Kurii eingeführt und für den Kampf gegen sie rekrutiert wird. Cabot lernt auch als einziger Mensch ihr Nest im Gebirge kennen und freundet sich mit dem Priesterkönig Misk an (Nr. 3).
Jeweils eine Rahmenhandlung fasst mehrere Bände zusammen, zuerst die Suche nach Talena, dann der Krieg gegen die Kurii, sowie später der Krieg zwischen Ar und Cos. Nachdem Tarl Cabot einmal der Gefangene und Sklave einer Frau war, was er als Verrat an seiner Kriegerehre ansieht, nimmt er die neue Identität des Kaperkapitäns Bosk in der Hafenstadt Port Kar an, die Venedig sehr ähnlich ist (Nr. 6). Auch später behält er diesen Namen bei, tritt aber auch wieder als Tarl (Cabot) auf, Port Kar bleibt jedoch seine Heimatstadt. Gemeinsam mit dem Sklavenhändler Samos übernimmt er Aufträge für die Priesterkönige. Auch als er sich von den Priesterkönigen lossagt, kämpft er weiterhin auf ganz Gor gegen die aggressiven Ungeheuer. Er betritt dabei verschiedenste Gegenden von Gor, von zivilisierten Städten über Steppen, Sandwüsten, Dschungel bis zum Polareis, und beschreibt ihre jeweiligen Eigenheiten und Bewohner, die ihren irdischen Gegenstücken sehr ähnlich sind.
Zwischen den Tarl Cabot-Bänden sind immer wieder einzelne mit anderen Hauptpersonen eingebettet, wobei Cabot gelegentlich im Hintergrund als Nebenfigur auftritt. Dies sind entweder die Sklavinnen-Romane (Nr. 7, 11, 19 und 22) oder die drei Bücher um Jason Marshall (Nr. 14–16), der ebenso wie Cabot von der Erde entführt, jedoch zuerst einmal versklavt wird und sich seine Freiheit und seinen Platz auf Gor mühsam erkämpfen muss.
Normans schriftstellerischer Stil, der teilweise auch von seinen Anhängern als zu einfach und zu weitschweifig kritisiert wird, tritt gegenüber seiner Beschreibung einer Welt mit deutlich anderen als den hier gewohnten Regeln bei einem Großteil der Leserschaft als zweitrangig zurück. Die von ihm beschriebene Fantasy-Welt mit einfachen, autoritären Strukturen ist simpel gestrickt. Die von ihm beschriebenen Machtstrukturen, die sich dort zwischen freien und unfreien Personen abspielen, finden starke Beachtung in der BDSM-Szene (wobei Gor allerdings eher als D/S, dominance and submission zu betrachten ist), und seine Werke werden dort oft entsprechend interpretiert und als Grundlage für ein „virtuelles Zusammensein“ im Internet genommen.
Im Jahre 1966 wurde der erste Band Tarnsman of Gor veröffentlicht (auf Deutsch erschienen unter den Titeln „Gor – Die Gegenerde“ bzw. „Der Krieger“).
Der Gor-Zyklus umfasst derzeit folgende Bände:
| Band | Deutscher Titel (Erscheinungsjahr)                               | ISBN (deutschsprachige Erst- bzw. Neuausgabe) | Englischer Titel (Erscheinungsjahr) | Anmerkung                                     |
| ---- | ---------------------------------------------------------------- | --------------------------------------------- | ----------------------------------- | --------------------------------------------- |
| 1    | Gor – Die Gegenerde (1973) bzw. Der Krieger (2007)               | ISBN 3-453-30762-3, ISBN 3-935706-30-8        | Tarnsman of Gor (1966)              |                                               |
| 2    | Der Geächtete von Gor (1973) bzw. Der Geächtete (2008)           | ISBN 3-453-30834-4, ISBN 3-935706-31-6        | Outlaw of Gor (1967)                |                                               |
| 3    | Die Priesterkönige von Gor (1974) bzw. Die Priesterkönige (2008) | ISBN 3-453-30869-7, ISBN 3-935706-36-7        | Priest Kings of Gor (1969)          |                                               |
| 4    | Die Nomaden von Gor (1974) bzw. Die Nomaden (2009)               | ISBN 3-453-30876-X, ISBN 3-935706-44-8        | Nomads of Gor (1969)                |                                               |
| 5    | Meuchelmörder von Gor (1974) bzw. Der Meuchelmörder (2010)       | ISBN 3-453-30884-0, ISBN 3-935706-47-2        | Assassins of Gor (1970)             |                                               |
| 6    | Die Piratenstadt von Gor (1975) bzw. Die Piraten (2011)          | ISBN 3-453-30951-0, ISBN 3-935706-50-2        | Raiders of Gor (1971)               |                                               |
| 7    | Sklavin auf Gor (1975) bzw. Die Sklavin (2011)                   | ISBN 3-453-31043-8, ISBN 3-935706-52-9        | Captive of Gor (1972)               | Indiziert von Juli 1985 bis 2010              |
| 8    | Die Jäger von Gor (1975) bzw. Die Jäger (2012)                   | ISBN 3-453-31071-3                            | Hunters of Gor (1974)               | Indiziert von Juli 1985 bis 2010              |
| 9    | Die Marodeure von Gor (1976/85) bzw. Die Marodeure (2012)        | ISBN 3-453-31126-4                            | Marauders of Gor (1975)             |                                               |
| 10   | Die Stammeskrieger von Gor (1977/85) bzw. Die Tahari (2013)      | ISBN 3-453-30453-5                            | Tribesmen of Gor (1976)             | Indiziert von Oktober 1985 bis 2010           |
| 11   | In Sklavenketten auf Gor (1978) bzw. Das Sklavenmädchen (2016)   | ISBN 3-453-11936-3, ISBN 978-3-935706-95-7    | Slave Girl of Gor (1977)            |                                               |
| 12   | Die Bestien von Gor (1982) bzw. Die Bestien (2016)               | ISBN 3-453-30761-5, ISBN 978-3-935706-97-1    | Beasts of Gor (1978)                | Indiziert von Juli 1985 bis 2010              |
| 13   | Die Erforscher von Gor (1984) bzw. Die Entdecker (2018)          | ISBN 3-453-30987-1, ISBN 978-3-935706-02-5    | Explorers of Gor (1979)             | Indiziert von September 1986 bis August 2011  |
| 14   | Kampfsklave auf Gor (1984) bzw. Der Kampfsklave (2019)           | ISBN 3-453-31061-6, ISBN 978-3-947816-00-2    | Fighting Slave of Gor (1980)        | Indiziert von Juli 1985 bis 2010              |
| 15   | Der Schurke von Gor (1984) bzw. Der Topas (2020)                 | ISBN 3-453-31110-8, ISBN 978-3-947816-05-7    | Rogue of Gor (1981)                 | Indiziert von September 1987 bis August 2012  |
| 16   | Der Leibwächter von Gor (1985) bzw. Die Wächter (2022)           | ISBN 3-453-31145-0, ISBN 978-3-947816-08-8    | Guardsman of Gor (1981)             | Indiziert von Oktober 1987 bis September 2012 |
| 17   | Die Wilden von Gor (1985)                                        | ISBN 3-453-31168-X                            | Savages of Gor (1982)               | Indiziert von September 1986 bis August 2011  |
| 18   | Die Blutsbrüder von Gor (1985)                                   | ISBN 3-453-31203-1                            | Blood Brothers of Gor (1982)        | Indiziert von Februar 1986 bis 2010           |
| 19   | Kajira von Gor (1985)                                            | ISBN 3-453-31258-9                            | Kajira of Gor (1983)                | Indiziert von Februar 1986 bis Januar 2011    |
| 20   | Die Spieler von Gor (1995)                                       | ISBN 3-453-08714-3                            | Players of Gor (1984)               |                                               |
| 21   | Die Söldner von Gor (1998)                                       | ISBN 3-453-09488-3                            | Mercenaries of Gor (1985)           |                                               |
| 22   | Die Tänzerin (2009)                                              | ISBN 3-935706-40-5                            | Dancer of Gor (1985)                |                                               |
| 23   | Die Verräter von Gor (1997)                                      | ISBN 3-453-11953-3                            | Renegades of Gor (1986)             |                                               |
| 24   | Die Vagabunden von Gor (1997)                                    | ISBN 3-453-13346-3                            | Vagabonds of Gor (1987)             |                                               |
| 25   | Die Zauberer von Gor (1998)                                      | ISBN 3-453-14927-0                            | Magicians of Gor (1988)             |                                               |
| 26   | Die Zeugin (2014)                                                | ISBN 3-935706-84-7                            | Witness of Gor (2001)               |                                               |
| 27   | Der Preis von Gor (bisher keine deutschsprachige Ausgabe)        |                                               | Prize of Gor (2008)                 |                                               |
| 28   | Kur von Gor (bisher keine deutschsprachige Ausgabe)              |                                               | Kur of Gor (Nov. 2009)              |                                               |
| 29   | Schwertkämpfer von Gor (bisher keine deutschsprachige Ausgabe)   |                                               | Swordsmen of Gor (Dez. 2010)        |                                               |
| 30   | Seefahrer von Gor (bisher keine deutschsprachige Ausgabe)        |                                               | Mariners of Gor (Sept. 2011)        |                                               |
| 31   | Verschwörer von Gor (bisher keine deutschsprachige Ausgabe)      |                                               | Conspirators of Gor (Juli 2012)     |                                               |
| 32   | Schmuggler von Gor (bisher keine deutschsprachige Ausgabe)       |                                               | Smugglers of Gor (November 2012)    |                                               |
| 33   | Rebellen von Gor (bisher keine deutschsprachige Ausgabe)         |                                               | Rebels of Gor (Oktober 2013)        |                                               |
| 34   | Opfer von Gor (bisher keine deutschsprachige Ausgabe)            |                                               | Plunder of Gor (August 2016)        |                                               |
| 35   | Gejagte von Gor (bisher keine deutschsprachige Ausgabe)          |                                               | Quarry of Gor (Juni 2019)           |                                               |
| 36   | Rächer von Gor (bisher keine deutschsprachige Ausgabe)           |                                               | Avengers of Gor (Mai 2021)          |                                               |
| 37   | Krieger von Gor (bisher keine deutschsprachige Ausgabe)          |                                               | Warriors of Gor (August 2022)       |                                               |
| 38   | Schatz von Gor (bisher keine deutschsprachige Ausgabe)           |                                               | Treasure of Gor (April 2024)        |                                               |

Die ersten beiden Bände wurden von Cannon Films verfilmt. 1987 erschien Gor und 1988 Der Geächtete von Gor. Der Inhalt der beiden Produktionen wich allerdings sehr stark von dem der Buchvorlagen ab.
Normans Stil zielt vor allem darauf, amerikanische Tabus zu brechen und so außer der Unfreiheit einer Person auch andere Zwangssituationen wie Fesselungen, erzwungene Nacktheit und Sex sowie körperliche Züchtigungen zu beschreiben. Für ihn besteht die eigentliche Unfreiheit in den gesellschaftlichen Konventionen der Erde, die Männer und Frauen zwangsweise gleich macht, was ihrer wahren Natur entgegensteht. Hierbei lösen sich die Zweierbeziehungen in seinen Romanen meistens in einem Happy End auf, in dem die unterwürfige mit der dominanten Hauptperson glücklich ein gemeinsames Leben startet. Dabei werden Männer, selbst wenn sie im Laufe des Buchs gefangen oder sogar versklavt worden waren, am Ende immer zu Herren, während Frauen grundsätzlich als Sklavinnen enden. Nur in diesen Rollen, die Norman als die einzig natürlichen beschreibt, können sie glücklich sein. (Goreanische Rollenspielerinnen und -spieler orientieren sich an diesen Personenbeschreibungen und versuchen diese im Rahmen von BDSM nachzuleben.)
Die US-amerikanische Neuauflage der Gor-Serie Ende der 1960er/Anfang der 1970er-Jahre durch Ballantine Books wurde durch Boris Vallejo illustriert.
Da in den Büchern immer wieder Unterwerfung mit sexuellen Motiven beschrieben wurde, hat die Bundesprüfstelle für jugendgefährdende Schriften wiederholt Bände aus dem Zyklus auf den Index gesetzt, beispielsweise Die Wilden von Gor und Kajira von Gor. In den deutschen Ausgaben der Bände wurde bereits vom Heyne-Verlag ca. 45 % des ursprünglichen Textes gekürzt, darunter alle härteren Passagen. Trotzdem wurden auch diese „entschärften“ Werke häufig kurz nach der Veröffentlichung indiziert. Spätere Auflagen kürzten daher immer noch mehr, um der Indizierung zu entgehen und die Handlung zu straffen, so dass die Bücher immer kürzer wurden. Interessierte deutsche Leser weichen daher häufig auf die englischsprachigen Originalausgaben aus.
Seit 1989 lehnten viele Verlage eine Fortsetzung der Serie ab. Deshalb gründeten einige amerikanische Fans der Gor-Bücher 2001 den Verlag „World of Gor“, über den John Norman „Witness of Gor“ herausbringen konnte. Der Verlag musste 2004 Konkurs anmelden.
Von einigen Heyne-Ausgaben sind nur noch sehr wenige Exemplare erhalten, da ihre Auflagen aufgrund der damaligen, inzwischen aufgehobenen Indizierungen teilweise vernichtet wurden. Diese erzielen Sammlerpreise bis zu über € 100,–. Neuveröffentlichungen auf Deutsch scheiterten lange am Heyne-Verlag, der die Rechte besaß und sie nicht herausgeben wollte, jedoch gleichzeitig kein Interesse an einer eigenen Neuauflage hatte. Eine authentische Darstellung des goreanischen Verständnisses von Dominanz und Unterwerfung gibt es in deutscher Sprache daher erst seit den ungekürzten und unzensierten Neuausgaben des Basilisk-Verlages. Seit 2007 gibt dieser Verlag eine vollständige deutsche Neuauflage des Gor-Zyklus in ungekürzter Neuübersetzung heraus, die auch die in Deutschland bisher nicht veröffentlichten Bände 22, 26, 27 und 28 umfassen wird. Bis November 2020 sind bislang 18 Bände dieser Neuausgabe erschienen (Bände 1 bis 16 sowie 22 und 26). Für den dritten Band dieser Neuausgabe verfasste John Norman ein exklusives Vorwort für die deutschen Leser.

#### Telnarian Histories
Die ab 1991 veröffentlichten Telnarian Histories ist eine Science-Fiction-Serie, angereichert mit der Philosophie des Autors. Die Serie wurde wiederholt kritisiert, da sie inhaltlich von der bekannten Grundlinie des Schriftstellers abweicht. Die Serie wird seit Frühjahr 2012 vom Basilisk Verlag auf Deutsch veröffentlicht.
Sie besteht aus den Bänden:
- The Chieftain (1991) – Der Häuptling (2012) ISBN 978-3-935706-53-7
- The Captain (1992) – Der Captain (2015) ISBN 978-3-935706-92-6
- The King (1993) – Der König (2017) ISBN 978-3-935706-01-8
- The Usurper (2015)

#### Kurzgeschichtensammlung
2009 erschien die Kurzgeschichtensammlung Normans Invasions ISBN 0-7592-9577-8.
Eine abwechslungsreiche Geschichtensammlung, die alle bisher unveröffentlichten, darunter eine Handvoll direkt Gor-bezogener Stücke und mehrere Geschichten, die Gor-artige weibliche Sklaverei und Unterwerfung thematisieren, zusammenfasst.
Einige Geschichten sind SF, einige Horror, andere kann man dem „Mainstream“ zuordnen. Unter den Charakteren in den verschiedenen Geschichten sind Frösche, unabhängig denkende Computer, eine ganze Reihe von Philosophen und eine Reihe von klinischen Psychologen oder Psychiatern. Eine skurrile Mischung. Die Fans werden wohl eher die enthaltenen Gor-Storys schätzen. Allerdings gibt diese Sammlung einen reizvollen Überblick über das Denken von John Norman über viele Jahre seines Schaffens und ist keineswegs langweilig zu lesen. Eine deutsche Version ist derzeit nicht verfügbar.

#### Historische Fiktion
- Time Slave (1975)
- Ghost Dance (1979)
- The Totems of Abydos (2012)

### Sachbücher
- Imaginative Sex, (1974)

Das 1974 erstmals erschienene Handbuch schildert die Bedeutung des mentalen und spirituellen Aspektes des Geschlechtsverkehrs. Norman schildert diesen Zusammenhang anhand der für ihn typischen Szenarien männlicher Dominanz. Das Handbuch besteht in weiten Teilen aus ausführlichen Rollenspielszenarios zwischen einem einzelnen Mann und einer einzelnen Frau. Im Gegensatz zu der Gor-Serie betont er wiederholt und nachdrücklich die Notwendigkeit, dass BDSM stets auf Safe, Sane, Consensual basieren müsse. Obwohl das Sexhandbuch zum Zeitpunkt seines Erscheinens als bahnbrechend galt, wurde Norman in Folge wiederholt für seine einseitige Sichtweise männlicher Dominanz und weiblicher Unterwerfung in Bezug auf die Entwicklung der sexuellen Spiritualität kritisiert.
1997 veröffentlichte Masquerade Press eine Neuauflage mit einem Vorwort von Pat Califia.
- Dissertation: In Defense of Ethical Naturalism: An Examination of Certain Aspects of the Naturalistic Fallacy, With Particular Attention to the Logic of an Open Question Argument. (1963)

- The Cognitivity Paradox: An Inquiry Concerning the Claims of Philosophy, (1970), Princeton University Press, ISBN 0-691-07159-4.
- The Philosophy of Historiography (2010) [als John Lange], ISBN 1-61756-130-4
- Philosophy and the Challenge of the Future (2012) [als John Lange], ISBN 1-61756-733-7

## Bemerkungen
- Im Bereich BDSM entwickelte sich aus der GOR-Serie eine Subkultur, in der das geschilderte Szenario im Rahmen von Rollenspielen Verwendung findet.
- Im Jahr 2006 entdeckten Polizeibeamte in Darlington, Großbritannien eine BDSM-Gruppe, die ihr Leben in Grundzügen an den Gor-Romanen ausrichtete und sich Kaotians nannte.[15] Die Gruppe grenzte sich zuvor in den Medien Großbritanniens von den wesentlich weiter verbreiteten Goreanern (engl. Goreans) ab, die sich direkt auf das Werk Normans beziehen.
- Für das Rollenspiel Ultima Online existierten zwei Freeshards namens UOPortKar und World of Goreans, die das virtuelle Agieren in einem auf Gor basierenden Umfeld ermöglichten.
- Hunderte virtueller Umgebungen zum Rollenspiel für GOR-Interessierte finden sich auch in Second Life, oder auch hier : https://www.counterearthgrid.com/wo auch entsprechendes Zubehör (Kleidung, Sklavinnenpositionen etc.) für die Avatare zum Kauf angeboten wird. Es handelt sich um die größte Second Life RP Community. Für Spieler werden auch RP Training und diverse Vorträge und Diskussionen (u. a. Gorean Campus) angeboten. Darüber hinaus gibt es Bibliotheken mit Dokumenten über praktisch alle Themen der Welt von Gor. Umfangreiche Rollenspiele können sich über mehrere Monate erstrecken. Die virtuelle Welt von Gor teilt sich in unterschiedliche Sprachenbereiche. So gibt es die größte Auswahl an Spielumgebungen für englischsprachige Spieler. Aber es gibt auch Spielbereiche für deutsche Spieler (weitgehend auf der Basis der Heyne Bücher), französische Spieler, spanische Spieler, russische Spieler usw. Hierbei muss man bedenken, dass in den unterschiedlichen Sprachen nicht alle Bücher erschienen sind, so dass der Wissensstand der Spieler sehr stark abweichend ist. im Gegensatz zu Secondlife ist Counterarth nahezu kostenlos, solange man kein eigenes Land (Sim) braucht. Die Funktionen sind dieselben der Spielaufbau ist ähnlich.
- In den vergangenen Jahren fanden diverse Rollenspiel-Events statt. So gab es im englischsprachigen Bereich die Spielreihe Abduction to Gor. Hier wurden mit viel Aufwand entsprechende Entführungspassagen der Bücher nachempfunden und mit ergänzenden Handlungen komplettiert. Die Orte auf der Erde variierten. So gab es Reisen in die USA, Russland, Brasilien, Kanada und Frankreich. Darüber hinaus gibt es Sklaventanz-Contests, Kaissa-Spiele (goreanisches Schach), Zar (ein weiteres Brettspiel), goreanische Streamingradioprogramme, Poesie-Wettbewerbe und vieles mehr. Eine sehr rege und kreative Community.
- 2009 veröffentlichten verschiedene GOR Rollenspieler aus Second Life eine Sammlung von Kurzgeschichten in Buchform unter dem Titel „Drei Monde und das Kreuz des Südens“. Der Herausgeber Thor Tracer hatte 2008 einen Wettbewerb ausgerufen. Jeder konnte eine Kurzgeschichte einreichen und innerhalb von Second Life vortragen. Die letztlich veröffentlichten Geschichten wurden von den Spielern per Wahl ausgewählt.[16]
- Nachdem Norman bereits an mehreren World Science Fiction Conventions teilgenommen hatte, erhielt er eine unbegründete Absage für die 59. Convention 2001 in Philadelphia. Norman reagierte mit einem offenen Brief an den Organisationsausschuss, in dem er die offene Diskriminierung seines Werkes anklagte.[17]

## Verfilmungen
- 1987: Gor
- 1988: Der Geächtete von Gor (Outlaw of Gor)